# Skalokhóri
Skalokhóri (Skalochori) är en ort i Grekland.   Den ligger i prefekturen Nomós Lésvou och regionen Nordegeiska öarna, i den östra delen av landet, 250 km nordost om huvudstaden Aten. Skalokhóri ligger 328 meter över havet och antalet invånare är 534. Den ligger på ön Lesbos.
Terrängen runt Skalokhóri är kuperad. Havet är nära Skalokhóri norrut. Runt Skalokhóri är det ganska glesbefolkat, med 31 invånare per kvadratkilometer. Närmaste större samhälle är Kalloní, 11,8 km öster om Skalokhóri. 